# Charles Gray
Charles Gray (Bournemouth, 29 de agosto de 1928 – Londres, 7 de março de 2000) foi um ator britânico. Com uma carreira mais voltada para o cinema e a televisão britânicas, seus trabalhos de maior repercussão foram nos filmes The Rocky Horror Picture Show (1975) e no seriado da televisão britânica Sherlock Holmes (1984–94). 
Mas Gray foi realmente famoso internacionalmente, especialmente pelos fãs de James Bond, por sua participação em dois filmes da franquia, Com 007 Só Se Vive Duas Vezes (1967), como o aliado de Bond Dikko Henderson, que morre apunhalado, e 007 Os Diamantes São Eternos (1971) onde viveu o supervilão e inimigo mortal de Bond, Ernst Stavro Blofeld. Isto faz dele um dos dois únicos atores (o outro, o norte-americano Joe Don Baker ) a ter feito papéis de vilões e aliados de Bond em filmes diferentes da série cinematográfica.